# Oleśnica Rataje
Oleśnica Rataje – przystanek kolejowy w Oleśnicy na Ratajach, w województwie dolnośląskim, w Polsce. Wykorzystywany głównie przez pociągi jadące do Gdyni, Warszawy Wschodniej i Łodzi Kaliskiej. Znajdują się tu dwa perony oraz nadziemne przejście nad torami. 2 wiaty przystankowe. Brak poczekalni i kas biletowych. W budynku dawnej stacji mieszczą się mieszkania prywatne.
Przy stacji znajduje się pętla linii nr 2 oleśnickiej komunikacji miejskiej.

## Ruch pasażerski
| Rok  | Wymiana pasażerska na dobę |
| ---- | -------------------------- |
| 2017 | 130-199                    |
| 2022 | 300-499                    |